# Charles Gordon-Lennox (7e duc de Richmond)
Charles Henry Gordon-Lennox, 7e duc de Richmond et Lennox, 2e duc de Gordon, (27 décembre 1845 – 18 janvier 1928), 7e duc d'Aubigny (pairie française de la noblesse française), titré Lord Settrington jusqu'en 1860 et comte de Mars entre 1860 et 1903, est un homme politique et un pair britannique.

## Éducation

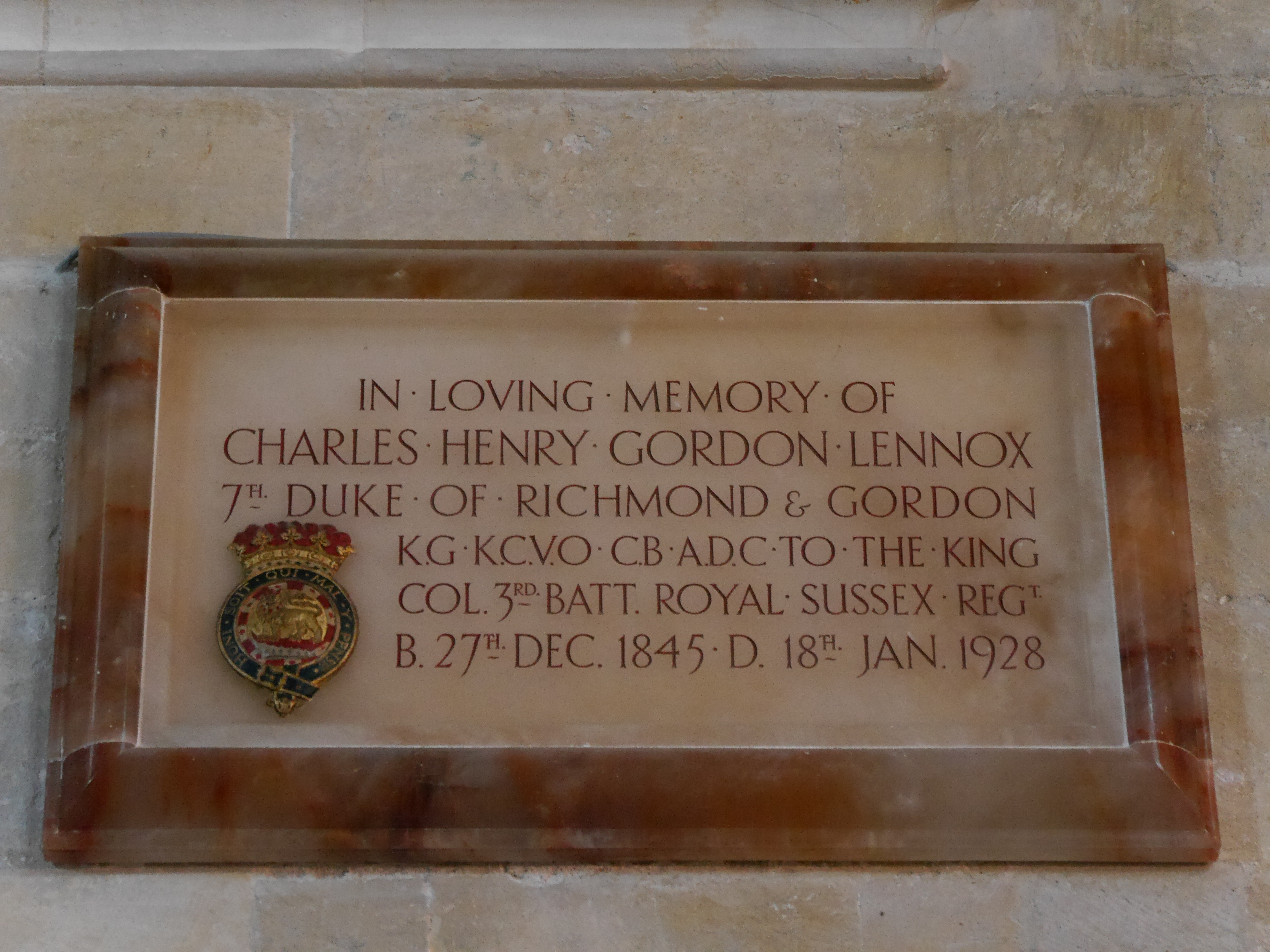
Memorial, La Cathédrale De Chichester

Titré Lord Settrington à la naissance, il est né à Portland Place, à Londres, le fils aîné de Charles Gordon-Lennox (6e duc de Richmond) et Frances Harriett, fille de Algernon Greville. Il fait ses études au Collège d'Eton entre 1859 et 1863. En 1860, il est titré comte de Mars, après que son père soit devenu duc.

## Carrière
Lord Mars rejoint le Grenadier Guards deux ans plus tard, et prend sa retraite en 1869, après avoir été élu député pour le West Sussex. Il représente la circonscription jusqu'à ce qu'elle soit supprimée en 1885, puis passe sur la circonscription de Chichester. Il occupe son siège jusqu'en 1889. Il est nommé commissaire ecclésiastique, un poste qu'il occupe jusqu'en 1903. Lui et son frère, Algernon Gordon-Lennox, servent pendant la seconde guerre des Boers en Afrique du Sud, dans la milice de Sussex à son arrivée à mars 1901. Il retourne en Angleterre en juin 1902, à la suite de la fin des hostilités en Afrique du Sud.
Lord Mars est nommé Lord Lieutenant du Moray le 27 août 1902 et est également Lord Lieutenant du Banffshire en novembre 1903, après la mort de son père.
Le 27 septembre 1903, Gordon-Lennox succède à son père en tant que 7e duc de Richmond et Lennox et 2e duc de Gordon. En 1904, Édouard VII le fait Chevalier Grand-Croix de l'Ordre Royal de victoria et Chevalier de l'Ordre de la Jarretière. Il est grand maître de la Franc-maçonnerie dans le Sussex à partir de 1902. Après sa mort, il est enterré dans la Cathédrale de Chichester.

## La famille
Il se marie à Amy Marie Ricardo (en) (24 juin 1847 – 23 août 1879), fille de Percy Ricardo (1820-1892) de Bramley Parc à Guildford dans le Surrey, et sa femme, Mathilde Mawdesley Hensley (1826-1880), fille de Jean Isaac Hensley de Holborn dans le Middlesex. Elle est la sœur du colonel Horace Ricardo (en) et du colonel Francis Ricardo (en) de Cookham dans le Berkshire. Ils ont trois fils et deux filles.
Après sa mort, en août 1879, âgée de 32 ans, il épouse en secondes noces, Isabel Sophie Craven, fille de William George Craven, en 1882. Ils ont deux filles. Isabel est décédée en novembre 1887, âgée de 24 ans. Richmond est resté veuf jusqu'à sa mort, en janvier 1928, à l'âge de 82 ans.
Il est remplacé dans le duché à son fils aîné, Charles Gordon-Lennox (8e duc de Richmond). Son second fils, Esmé Gordon-Lennox est un Brigadier-Général dans l'armée britannique, tandis que son troisième et plus jeune fils, Bernard Gordon-Lennox (en) est major dans l'armée.